# Casa museo Giacomo Matteotti
La casa museo Giacomo Matteotti si trova nel comune di Fratta Polesine, in provincia di Rovigo, nell’abitazione in via Ruga in cui il deputato socialista Giacomo Matteotti trascorse gran parte della sua vita insieme alla famiglia, riconosciuta come monumento nazionale in base alla legge 20 dicembre 2017 n. 213. Questa realtà storico culturale appartiene all'Accademia dei Concordi, viene gestita dal Comune di Fratta e fa parte della rete del Sistema Museale Provinciale Polesine.

## Storia
La villa della famiglia Matteotti è divenuta di proprietà dell’Accademia dei Concordi di Rovigo in seguito al lascito da parte dei figli dello statista ed è stata concessa in gestione al Comune di Fratta Polesine. L’edificio è stato restaurato grazie al finanziamento previsto dalla Legge 255 del 5 ottobre 2004, che ha istituito il museo con lo scopo di incentivare la ricerca e l’organizzazione di attività culturali volte a promuovere la conoscenza della figura di Giacomo Matteotti, autentico protagonista della vicenda politica del primo Novecento italiano, antifascista e segretario del Partito Socialista Unitario, consigliere a Fratta e a Rovigo e deputato del Regno d’Italia, fino alla drammatica  morte nel 1924. A seguito del recupero degli arredi originali e l’allestimento di alcune sale, sostenuto finanziariamente dalla Fondazione Cassa di Risparmio di Padova e Rovigo, il museo apre ufficialmente al pubblico  il 12 maggio 2012 e viene incluso nella rete del Sistema Museale Provinciale Polesine. La casa è stata elevata a Monumento nazionale con la legge n. 213 del 20 dicembre 2017. 

### Edificio

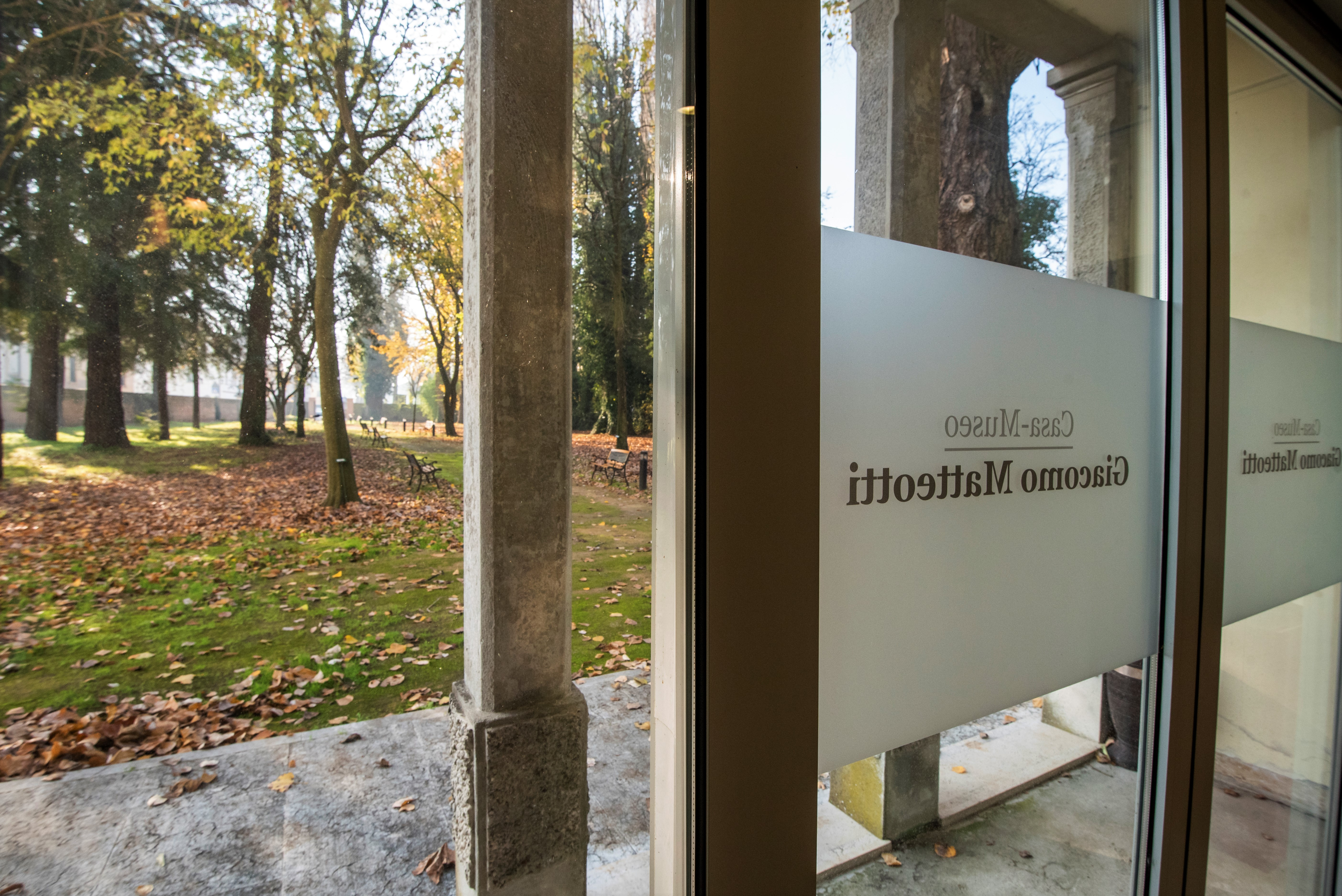
Veduta sull'esterno della casa museo Giacomo Matteotti

Villa Matteotti ha probabili origini settecentesche, con aggiunte e rimaneggiamenti del secolo successivo. Disposta su un lotto ad isola lungo lo Scortico, nei pressi di Villa Badoer, l'edificio è racchiuso dalla cortina muraria e dalla vegetazione arborea che lo dividono dal centro urbano. Nel 1895 Girolamo Matteotti, padre di Giacomo, risulta essere l'unico proprietario della casa. Il complesso è composto dalla casa dominicale, da un piccolo annesso adiacente e da un giardino antistante con un pozzo. La villa si sviluppa su tre piani, di cui l’ultimo è il sottotetto con copertura a padiglione. 
Dopo il ritrovamento del corpo di Giacomo, avvenuto in un bosco non lontano da Roma il 16 agosto del 1924, la salma fu trasferita a Fratta in treno e nella sala a piano terra della villa fu allestita la camera ardente. Da qui il 21 agosto partì il funerale che attraversò il paese, sostò davanti alla chiesa parrocchiale e raggiunse poi il cimitero, dove venne provvisoriamente tumulata nella tomba di una famiglia di amici. Il trasferimento nella sede definitiva dove riposa tuttora, una cappella posta di fronte al cancello d'ingresso del cimitero, avvenne nel 1928.

## La collezione

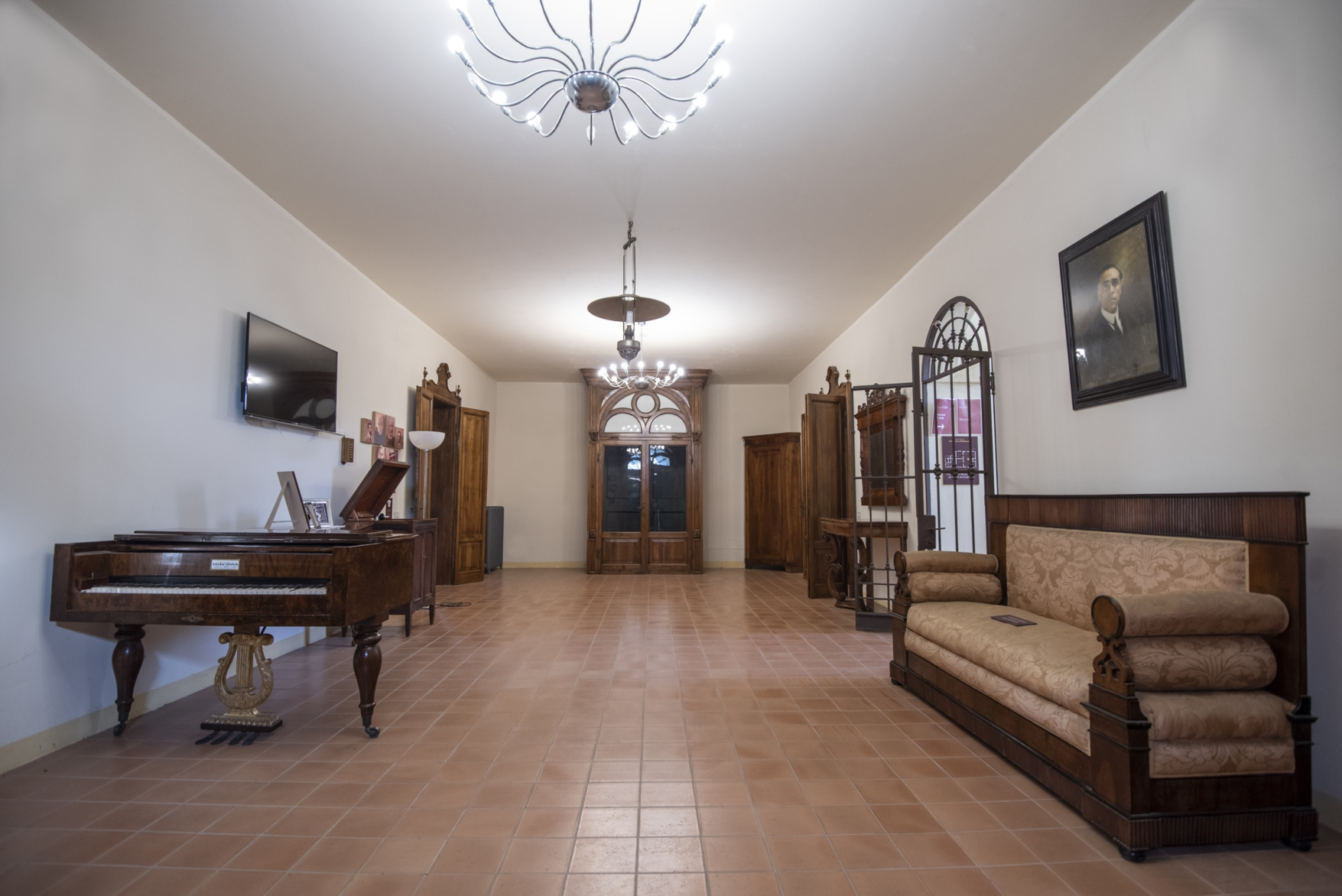
Atrio della casa museo di Giacomo Matteotti a Fratta Polesine

Nella villa si rivivono le atmosfere del complesso periodo storico tra fine Ottocento e primi decenni del Novecento, che vede svolgersi la vita personale e politica di Matteotti.  Partendo dai suoi studi, per passare poi agli impegni pubblici nell'amministrazione locale e nella rivendicazione dei diritti civili, la sua vicenda umana sfocia nella coraggiosa denuncia dei brogli elettorali nelle elezioni politiche del 1924, che avrà come esito drammatico il suo assassinio avvenuto il 10 giugno 1924. L'attenta opera di recupero dell'abitazione permette di ritrovare qui mobili e oggetti d’arredo autentici che si caratterizzano per la loro sobrietà, rispecchiando lo stile di vita austero della famiglia Matteotti. Al piano terra l'area accoglienza visitatori immette negli ambienti domestici costituiti da cucina, soggiorno, pranzo e studio, dove un piccolo spazio con libreria, scrivania e divano rimanda all'attività principale dell’uomo politico, intento all'analisi di bilanci e carte per amministrare i comuni polesani, varare proposte per incrementare l'istruzione e ridurre le disuguaglianze. Nella libreria è conservata una copia de “La Recidiva”, la sua tesi di laurea in Giurisprudenza, opera di studio e cultura internazionale, relativa alla reiterazione dei reati. 
Al piano nobile un salone centrale conserva la biblioteca di famiglia e conduce a quattro stanze da letto, divise fra genitori e i tre figli. La camera della coppia è decorata con dipinti ad olio ritraenti Matteotti e la moglie, la poetessa Velia Titta, realizzati da Maria Vinca, pittrice della borghesia e amica di famiglia, mentre al centro è esposto il pianoforte che Matteotti amava suonare. Il fulcro della visita si trova nel sottotetto, allestito con una saletta dotata di postazioni multimediali con audio, immagini, foto, filmati d’epoca conservati in centri di cultura italiani e stranieri, con lo scopo di fornire al visitatore tutto l'itinerario biografico di Giacomo Matteotti. 

## Produzione scientifica e divulgativa
La villa è sottoposta al controllo di un Comitato scientifico ed è aperta al pubblico nei giorni di sabato e domenica e nei giorni festivi. Ospita conferenze, dibattiti, presentazione di libri (gli "Incontri di Casa Matteotti"), che nella stagione estiva si svolgono all'aperto, nel giardino antistante. 
Il Comitato scientifico ha avviato una collana di pubblicazioni chiamata "Quaderni di Casa Matteotti", editi dall'editore Cierre di Verona, di cui sono usciti finora quattro volumi: 1919-2019. Riforme elettorali e rivolgimenti politici in Italia, a cura di M.L. Mutterle e G. Romanato (2020); Il Polesine di Matteotti. Le inchieste giornalistiche di Adolfo Rossi e Jessie White, a cura di P.L. Bagatin e L. Contegiacomo (2021); Giacomo Matteotti fra diritto e politica, a cura di L.Negri (2022); Italia 1919-1922. L'occasione perduta, a cura di G.Romanato (2023). Nel sito web https://www.casamuseogiacomomatteotti.it/ si possono leggere e scaricare gratuitamente le opere matteottiane (discorsi parlamentari, saggi giuridici, scritti politici), un'ampia rassegna giornalistica sul periodo del delitto (giugno-dicembre 1924), documenti vari sul Polesine fra Ottocento e Novecento e i "Quaderni di Casa Matteotti".